# Bitwa pod Başkentem
Bitwa pod Başkentem (lub bitwa pod Otlukbeli) – ostatnia wielka bitwa wojny osmańsko-turkmeńskiej, zakończona zdecydowanym zwycięstwem armii osmańskiej i niemal całkowitym unicestwieniem wojsk turkmeńskiego państwa Ak Kojunlu.

## Preludium
W związku z wzajemnym przenikaniem się interesów Ak Kojunlu i Osmanów na terenie Anatolii, oba państwa pragnęły poszerzyć kosztem przeciwnika swoje nabytki. Władca turkmeński Uzun Hasan ibn Ali nie był jednak zainteresowany otwartą wojna z Turcją w pojedynkę. Okazja nadarzyła się, gdy papiestwo i Wenecja montowały koalicję antyturecką, do której dołączyły Węgry i Polska. Licząc na wsparcie ze strony chrześcijańskiego Zachodu, Uzun Hasan uderzył latem 1472 na państwo osmańskie. Wraz z sojusznikami udało mu się zająć znaczną część wschodnich rubieży Turcji. Wiosną 1473 ruszyła ofensywa osmańska, która zmusiła Turkmenów do wycofania swych armii. Sytuacja zaczęła się komplikować, gdy Turcy zbliżyli się do Eufratu. Turkmeni pokonali ich 1 sierpnia w bitwie nad Eufratem w rejonie Derdżan - zginęła wtedy znaczna część tureckiej armii oraz liczni dowódcy (w tym głównodowodzący kontrofensywą osmańską bej Rumelii Hass Murad Pasza). Turcy pod dowództwem wezyra Mahmuda Paszy rozpoczęli odwrót i zostali ponownie pobici 4 sierpnia. W drodze na wschód był już sam sułtan, który już wcześniej, po przygotowaniu Konstantynopola do obrony przed ewentualną krucjatą (zostawił w nim 14-letnigo syna Cema jako głównodowodzącego), ruszył z posiłkami w kierunku Eufratu.

## Bitwa
W oczekiwaniu na przybycie posiłków dowodzonych przez Mehmeda II, Turcy pod dowództwem Mahmuda Paszy i beja Anatolii Davuda Paszy przygotowali się do decydującej bitwy. Miała ona miejsce 11 sierpnia 1473 (środa, 16 Rabi I 878 AH) w pobliżu miejscowości Başkent (obecnie Başköy, niedaleko Otlukbeli w obecnej prowincji Erzincan). Liczebność wojsk obu stron jest obecnie trudna do oszacowania - szczególnie po stronie Ak Kojunlu; w szeregach Turkmenów miały także walczyć oddziały gruzińskie.
Wojska Ak Kojunlu pojawiły się na wzgórzach Otlukbeli na prawej flance armii tureckiej.
Centrum wojsk tureckich dowodzili wspólnie Mahmud Pasza i Dawud Pasza, zaś skrzydłami synowie sułtana Bajazyd i Mustafa. Bajazyd dowodził prawym skrzydłem w skład którego wchodziły głównie oddziały europejskie i janczarzy, a Mustafa – lewym, mając pod dowództwem głównie azjatyckie oddziały tureckie i Arabów. W trakcie bitwy dołączył do nich Mehmed II, którego żołnierze wsparli centrum. Lewym skrzydłem Ak Kojunlu dowodził starszy syn władcy – Ogurlu Mohammed, a prawym, młodszy – Zegnel (Zeinal).
Bitwa rozpoczęła się szybkim atakiem wojsk Mustafy na prawe skrzydło Turkmenów. W jego wyniku poległ Zegnel, a dowódca arabski Muhammed nakazał odciąć mu głowę i przekazał ją Mustafie (ten złożył ja później u stóp Mehmeda II). Następnie Bajazyd uderzył na lewe skrzydło przeciwnika, niszcząc je niemal doszczętnie. Uzyn Hasan wraz z pozostałościami swojej armii uciekł z pola bitwy zostawiając Turkom swój obóz.
Korzystająca z broni palnej oraz artylerii armia turecka odniosła całkowite zwycięstwo. Lekka kawaleria Ak Kojunlu została zmasakrowana przez połączone łańcuchami i ustawione obok siebie działa osmańskie oraz stojących za nimi janczarów uzbrojonych w broń palną. Na polu bitwy poległo poza Zegnelem także wielu turkmeńskich dowódców w tym sardar Kafir Iszak.
Mehmed II planował kontynuowanie ataku, lecz Mahmud Pasza przekonał go do odwrotu, czego później sułtan żałował. Rzemieślnicy z obozu Uzun Hasana zostali oszczędzeni i wywiezieni do Konstantynopola. Przy życiu pozostawiono także uczonych, w tym znanego irackiego prawnika Mahmuda Szericzi. Zwolniono również rodziny emirów będące jeńcami Ak Kojunlu. Członków dalszej rodziny Uzun Hasana wysłano jako jeńców do osmańskiej stolicy. Wysocy urzędnicy turkmeńscy zostali zakuci w kajdany. Zabito znalezionego wśród jeńców syna Ditreka Sinana Bega (dawnego przeciwnika wezyra), który był jednym z inicjatorów ataku Turkmenów na Imperium Osmańskie. Przez następne trzy dni trwała rzeź ok. 3000 turkmeńskich jeńców. Część z nich zginęła zaraz po bitwie, pozostałych zmuszono do marszu i zabijano po 400 osób przy każdym postoju. Przy życiu zostawiono jedynie zmobilizowanych przez Uzun Hasana żołnierzy Kara Kojunlu i wypuszczono ich na wolność.
Armia turecka ruszyła na położoną niedaleko turkmeńską twierdzę Kara Hisar. Jej dowódca Darab Beg wyszedł przed jej mury błagać sułtana o litość i przekazał fortecę Osmanom.

## Skutki
Bitwa zakończyła się całkowita klęską Ak Kojunlu i Uzun Hasan musiał podpisać z Osmanami pokój w dniu 24 sierpnia i wycofać się do Azerbejdżanu. Warunki pokoju nie były ciężkie dla pokonanych, gdyż Turkmeni utracili jedynie niewielkie tereny. Ustalono granicę na Eufracie, a Uzun Hasan zobowiązał się nie atakować Turków. Również Turkmeni z Azji Mniejszej zaakceptowali ostatecznie władzę Osmanów. Mehmed II wydał z zajętego w tym samym roku miasta Şebinkarahisar jarłyk oraz liczne listy w języku ujgurskim skierowane właśnie do Turkmenów w obrębie Imperium Osmańskiego, w którym przedstawił ówczesną sytuację polityczną.
Zwycięstwo pod Başkentem zapewniło także Mehmedowi spokój w kontaktach z państwem mameluków. Uzun Hasan odesłał weneckiego posła Caterino Zeno oraz posłów polskich i węgierskich do ich krajów, jednocześnie informując ich o planach kolejnego ataku na Osmanów – do czego jednak nie doszło, gdyż sytuacja polityczna w Ak Kojunlu znacznie się skomplikowała. Zarówno Uzun Husan, jak i jego następcy przestrzegali warunków pokoju, tym bardziej że w 1501 pojawił im się na wschodzie nowy przeciwnik – Safawidzi.
Choć według wielu historyków rozgromienie Turkmenów pod Başkentem należy w pierwszym rzędzie przypisać wezyrowi Mahmudowi Paszy, to ze względu na porażki w dwóch poprzednich bitwach, został on zabity w 1474 roku na polecenie sułtana. Sama bitwa opisywana była przez wielu osmańskich kronikarzy i historyków (choćby kronika Aszika Paszy Zade).
Dzięki zwycięstwu w tej bitwie Imperium Osmańskie mogło znów zintensyfikować swój wysiłek militarny i polityczny w Europie. Europa przez dłuższy czas nie zdawała sobie sprawy z rozmiaru zwycięstwa Turcji. Przez kilka miesięcy krążyły opowieści o porażce Osmanów i śmierci sułtana – prawdopodobnie doszło do pomyłki z oboma bitwami nad Eufratem. Bitwa ta często jest określana jako największy sukces militarny Mehmeda II, przyćmiewający nawet zdobycie Konstantynopola w 1453.